# North Warwickshire
North Warwickshire  är ett distrikt (motsvarande kommun) i grevskapet Warwickshire i England, Storbritannien. Distriktet har 65 946 invånare (2022). Större orter är Atherstone, Coleshill och Polesworth. Distriktet är indelat i 33 civil parishes. 